# جک دیرلاو
جک دیرلاو (انگلیسی: Jack Dearlove; ۵ ژوئن ۱۹۱۱ – ۱۱ ژوئیهٔ ۱۹۶۷) از برندگان مدال‌های المپیک تابستانی ۱۹۴۸ اهل بریتانیا بود.